# Serhij Semeniuk
Serhij Wołodymyrowycz Semeniuk, ukr. Сергій Володимирович Семенюк (ur. 27 stycznia 1991) – ukraiński piłkarz, grający na pozycji obrońcy.

## Kariera piłkarska

### Kariera klubowa
Wychowanek klubu Szachtar Donieck, barwy którego bronił w juniorskich mistrzostwach Ukrainy (DJuFL). 9 kwietnia 2008 rozpoczął karierę piłkarską w trzeciej drużynie Szachtara. W sierpniu 2011 został wypożyczony do Enerhetyka Bursztyn. W styczniu 2012 wyjechał do Białorusi, gdzie został piłkarzem klubu Dynama Brześć. W styczniu 2015 opuścił białoruski klub.

### Kariera reprezentacyjna
Bronił barw juniorskich reprezentacji Ukrainy U-17 i U-19